# Gliederung der Bundeswehr
Dieser Artikel enthält aus dem Artikel Bundeswehr ausgegliederte Abschnitte über die Gliederung der Bundeswehr.

## Führungsorganisation
Die Bundeswehr wird vom Bundesminister der Verteidigung (im Verteidigungsfall vom Bundeskanzler) als Inhaber der Befehls- und Kommandogewalt geführt. Das Bundesministerium der Verteidigung (BMVg) als Oberste Bundesbehörde unterstützt ihn bei dieser Aufgabe. Der dem Ministerium nachgeordnete Geschäftsbereich gliedert sich in militärische und zivile Organisationsbereiche, die jeweils den entsprechenden Abteilungsleitern des BMVg zugeordnet sind. Dem Generalinspekteur der Bundeswehr unterstehen die drei Abteilungen Planung, Einsatzbereitschaft und Unterstützung Streitkräfte sowie Militärstrategie Einsatz und Operationen im BMVg. Mit ihrer Unterstützung führt er die Streitkräfte der Bundeswehr.

### Militärische Organisationsbereiche (Streitkräfte)
- Teilstreitkräfte
  - Heer (H)
  - Luftwaffe (Lw)
  - Marine (M)
  - Cyber- und Informationsraum (CIR)[2]
- Unterstützungsbereich der Bundeswehr

### Zivile Organisationsbereiche
- Bundeswehrverwaltung, gegliedert in die drei Organisationsbereiche
  - Personal (P)
  - Ausrüstung, Informationstechnik und Nutzung (AIN)
  - Infrastruktur, Umweltschutz und Dienstleistungen (IUD)
- Militärseelsorge
- Rechtspflege der Bundeswehr

### Dem BMVg direkt unterstellte Dienststellen
Die dem BMVg direkt unterstellten Dienststellen sind:
- Bundesamt für den Militärischen Abschirmdienst
- Operatives Führungskommando der Bundeswehr
- Führungsakademie der Bundeswehr
- Zentrum Innere Führung
  - Zentrum für Militärgeschichte und Sozialwissenschaften der Bundeswehr
    - Militärhistorisches Museum der Bundeswehr

Diese sind militärische Dienststellen mit Ausnahme des Bundesamtes für den Militärischen Abschirmdienst, das eine zivile Dienststelle ist.

### Einsatzführung
Der Bundesminister der Verteidigung ist an der Spitze für die Führung der Einsätze verantwortlich, solange die Befehls- und Kommandogewalt nicht im Verteidigungsfall auf den Bundeskanzler übergegangen ist. Auslandseinsätze werden dabei vom Einsatzführungskommando geführt, Inlandseinsätze vom Territorialen Führungskommando. Hinzu kommen können internationale Kommandoebenen, wie den SACEUR in der NATO-Kommandostruktur.

### Strukturreform 2024/2025
Am 4. April 2024 kündigte der Bundesminister der Verteidigung Boris Pistorius eine Strukturreform an, um im Rahmen der Zeitenwende „kriegstüchtig“ zu werden. Der Cyber- und Informationsraum wurde vom militärischen Organisationsbereich zur Teilstreitkraft aufgewertet. Die Streitkräftebasis ist seit dem 1. April 2025 unter Eingliederung des Zentralen Sanitätsdienstes der Bundeswehr und des Planungsamts der Bundeswehr im Unterstützungsbereich aufgegangen. Das Einsatzführungskommando der Bundeswehr und das Territoriale Führungskommando der Bundeswehr wurden ebenfalls zum 1. April 2025 zu einem neuen Operativen Führungskommando der Bundeswehr fusioniert. Die Kräfte des Heimatschutzes wechselten von der Streitkräftebasis zum Heer. Das Luftfahrtamt der Bundeswehr wurde dem Kommando Luftwaffe unterstellt.

## Grobgliederung der Bundeswehr (1. und 2. Führungsebene)
Diese Liste enthält in der 1. Führungsebene Bundesoberbehörden, höhere Kommandobehörden und selbstständige Dienststellen, die direkt dem BMVg unterstellt sind. Die Kommandos und Ämter der 2. Führungsebene sind den höheren Kommandobehörden direkt unterstellt. Bei den militärischen Organisationseinheiten haben diese unterstellten Kommandos bzw. Ämter eine unterschiedliche Kommandoebene. Bei der Luftwaffe ist es die Korps-Ebene(XXX), bei der Marine ist es die Brigade-Ebene(X). Bei Heer, SKB, CIR und Sanitätsdienst ist es die Divisions-Ebene(XX). Im Heer gibt es noch eine 3. Führungsebene mit 9 Brigaden. Anschließend folgen dann die eigentlichen Verbände oder Dienststellen.

### Militärische Organisation (Streitkräfte)
Dem BMVg direkt unterstellte Dienststellen:
- Operatives Führungskommando der Bundeswehr
- Führungsakademie der Bundeswehr
- Luftfahrtamt der Bundeswehr
- Planungsamt der Bundeswehr
- Zentrum Innere Führung

- Kommando Heer
  - Division Schnelle Kräfte
  - 1. Panzerdivision
  - 10. Panzerdivision
  - Heimatschutzdivision
  - Deutsche Anteile Multinationale Korps (Eurokorps, I. Deutsch-Niederländisches Corps, Multinationales Korps Nord-Ost)
  - Ausbildungskommando
  - Amt für Heeresentwicklung

- Kommando Luftwaffe
  - Zentrum Luftoperationen
  - Luftwaffentruppenkommando
  - Luftfahrtamt der Bundeswehr
  - Weltraumkommando der Bundeswehr

- Marinekommando
  - Einsatzflottille 1
  - Einsatzflottille 2
  - Marinefliegerkommando
  - Marineunterstützungskommando

- Kommando Streitkräftebasis
  - Logistikkommando der Bundeswehr
  - Kommando Feldjäger der Bundeswehr
  - ABC-Abwehrkommando der Bundeswehr
  - Streitkräfteamt
  - Bundesakademie für Sicherheitspolitik (selbständige Dienststelle, nur organisatorisch der SKB unterstellt, fachlich dem Bundessicherheitsrat)
  - Amt für Militärkunde

- Kommando Sanitätsdienst der Bundeswehr
  - Kommando Sanitätsdienstliche Einsatzunterstützung
  - Kommando Regionale Sanitätsdienstliche Unterstützung
  - Sanitätsakademie der Bundeswehr

- Kommando Cyber- und Informationsraum
  - Kommando Informationstechnik der Bundeswehr
  - Kommando Strategische Aufklärung
  - Zentrum für Geoinformationswesen der Bundeswehr

### Zivile Organisation
Dem BMVg nachgeordnete Behörden:
- Bundesamt für den Militärischen Abschirmdienst
  - MAD-Stellen
- Bundesamt für Ausrüstung, Informationstechnik und Nutzung der Bundeswehr
  - Wehrtechnische Dienststellen (6)
  - Wehrwissenschaftliches Institut für Schutztechnologien – ABC-Schutz
  - Wehrwissenschaftliches Institut für Werk- und Betriebsstoffe
  - Marinearsenal
  - Deutsche Verbindungsstelle des Rüstungsbereichs USA/Kanada
- Bundesamt für Infrastruktur, Umweltschutz und Dienstleistungen der Bundeswehr
  - Bundeswehr-Dienstleistungszentren
  - Verpflegungsamt der Bundeswehr
  - Brandschutzamt der Bundeswehr
  - Bundeswehrverwaltungsstellen im Ausland
- Bundesamt für das Personalmanagement der Bundeswehr
  - Karrierecenter der Bundeswehr (16)
- Universitäten der Bundeswehr (2)
  - Helmut-Schmidt-Universität/Universität der Bundeswehr Hamburg
  - Universität der Bundeswehr München
- Bundessprachenamt
- Bildungszentrum der Bundeswehr
  - Bundeswehrfachschulen (10)
  - Auslandsschulen der Bundeswehr (5)
  - Hochschule des Bundes für öffentliche Verwaltung – Fachbereich Bundeswehrverwaltung
- Evangelisches Kirchenamt für die Bundeswehr
  - Evangelische Militärdekanate (4)
- Katholisches Militärbischofsamt
  - Katholische Militärdekanate (4)
- Militärrabbinat
- Bundeswehrdisziplinaranwalt
- Territoriales Führungskommando der Bundeswehr
  - Multinationales Kommando Operative Führung
- Truppendienstgerichte (Nord u. Süd)

### Organigramme der Bundeswehr
- Kommando Heer (Seite nicht mehr abrufbar, festgestellt im September 2024. Suche in Webarchiven) (PDF; 135 kB) Zielstruktur
- Kommando Luftwaffe (Seite nicht mehr abrufbar, festgestellt im September 2024. Suche in Webarchiven) (PDF; 117 kB) Zielstruktur
- Marinekommando (Seite nicht mehr abrufbar, festgestellt im September 2024. Suche in Webarchiven) (PDF; 93 kB) Zielstruktur
- Kommando Streitkräftebasis (Seite nicht mehr abrufbar, festgestellt im September 2024. Suche in Webarchiven) (PDF; 2 MB) Zielstruktur
- Kommando Sanitätsdienst (Seite nicht mehr abrufbar, festgestellt im September 2024. Suche in Webarchiven) (PDF; 110 kB) Zielstruktur
- Bundesamt für Infrastruktur, Umweltschutz und Dienstleistungen der Bundeswehr (Seite nicht mehr abrufbar, festgestellt im September 2024. Suche in Webarchiven) (PDF; 112 kB)
- Bundesamt für das Personalmanagement der Bundeswehr (PDF; 64,2 kB)
- Bundesamt für Ausrüstung, Informationstechnik und Nutzung der Bundeswehr (BAAINBw) (Seite nicht mehr abrufbar, festgestellt im September 2024. Suche in Webarchiven) (PDF; 108 kB)